# Hippopotamus behemoth
Hippopotamus behemoth — вимерлий вид бегемота з раннього плейстоцену Леванту. Скам'янілості його та його ймовірного предка, H. gorgops, знайдені в стоянці Убейдія в південному Леванті, що датується раннім плейстоценом, приблизно 1,4 мільйона років тому.
H. behemoth відрізняється від H. gorgops тим, що має більш подовжені ноги та дещо менший. Деякі експерти вважають ці відмінності надто незначними, щоб виправдати розділення двох видів, інші ж автори вважають вид ближчим за морфологією до європейського виду Hippopotamus antiquus.